# Növényi mozgások
A növényi mozgásoknak két alapvető fajtáját különböztetjük meg. Ezek a passzív és aktív mozgások.

## Passzív mozgások
Passzív mozgás létrejöhet a szél, a víz vagy különböző állatok közreműködésével. Leginkább a szaporodásban, a magok szétszórásában van jelentőségük (pl. a gyermekláncfű bóbitái, a bogáncs termései vagy a vízzel sodródó magok).

## Aktív mozgások
Létrejöttükhöz energia befektetése szükséges. Ezt rendszerint ATP hidrolíziséből nyerik a növények.
Egy növényi mozgást a következőképpen láthatunk el névvel: (opcionálisan) a mozgás iránya + a inger típusa + a mozgás típusa.
A napraforgó fény felé fordulásának példáján bemutatva:
- a mozgás az inger felé fordul (azaz nem el tőle) → pozitív
- az inger típusa a fény → foto-
- a mozgás helyzetváltoztató, az inger által irányítva → tropizmus

A hármat összerakva: pozitív fototropizmus.

### Csoportosítás mozgástípus alapján

#### Taxis
Inger által irányított helyváltoztató mozgás, tehát az egész élőlény mozog. Alacsonyabb rendű élőlényeknél elterjedtebb, például az ostoros moszatoknál vagy a mohák és a harasztok hímivarsejtjeinél megfigyelhető jelenség.

#### Tropizmus
Inger által irányított helyzetváltoztató mozgás, tehát az élőlénynek csak egy része mozog. Ezt a fajta mozgást az inger váltja ki és irányítja is. Gyakran növekedési mozgással valósul meg. Példa rá a gyökerek lefelé való növekedése.

#### Nasztia
Az inger irányától független helyzetváltoztató mozgás. Általában turgormozgással valósul meg. Példa rá a szemérmes mimóza leveleinek összecsukódása érintés hatására.

### A mozgás iránya
Az inger által irányított mozgásoknál (taxisok és tropizmusok) megkülönböztetünk pozitív (inger felé) és negatív (ingertől el) mozgásokat.

### Az inger típusa
Az ingerek típusait előtaggal jelöljük: pl a kemonasztia kémiai anyagok, a fotonasztia pedig fény hatására bekövetkező mozgást jelöl.
Az előtagok listája:
- foto-: fény
- helio-: napfény
- kemo-: kémiai anyag
- geo-: gravitációs erő
- tigmo-: érintés
- hidro-: víz
- termo-: hő

### Csoportosítás működés alapján

#### Citoplazmaáramlás
Sejtszervecskék sejten belüli mozgása. Szabad szemmel nem megfigyelhető.

#### Növekedési mozgás
Egyes növényi hormonok (például auxin) hatására alakul ki. Alapja a növény különböző részeinek eltérő méretű növekedése (a sejtek eltérő mértékű megnyúlása/osztódása). Gyakran ezzel valósulnak meg a tropizmusok.

#### Turgormozgás
A sejtek eltérő víztartalmán (turgorállapotán) alapul. Gyakran ezzel valósulnak meg a nasztiák.

## Lásd még
- Angol alszócikk